# 가우스 인력상수
가우스 인력 상수(가우스 常數, Gaussian gravitational constant)는 독일의 수학자 카를 프리드리히 가우스가 제안한 상수이다. 주로 k를 쓴다. 질량이 0인 행성이 1AU의 거리에서 태양 주위를 돌 때 케플러의 제3법칙를 만족하는 상수. 태양의 질량을 1, 거리를 1AU, 공전주기를 평균 태양일로 정하고 계산한 상수로, 제곱한 값이 만유인력 상수와 같아서 가우스 중력상수라고도 한다. 그의 저서 천체운동이론에서 처음으로 사용되었다. 현재 알려진 값들(태양의 질량 등)로 계산한 값과 다르지만 1964년에 열린 IAU 제 12회 정기총회에서 기존에 사용하던 값이자 그가 처음에 계산했던 값인 0.01720209895를 그대로 사용하기로 결정했다. 그러나 2012년에 천문단위를 고정하여, 이 값은  표준 중력 변수에 의존하게 되었다. 현재의 값은 다음과 같다.
{\displaystyle k={\sqrt {GM_{\odot }}}\cdot {\text{AU}}^{-1.5}\cdot {\text{d}}={1.32712440018(9)}^{0.5}\cdot 1.495978707^{-1.5}\cdot 8.64\cdot 10^{-2.5}=0.0172020989484(6).}

## 같이 보기
- 중력 상수
- 표준 중력 변수
- 케플러의 행성운동법칙